# Arsène Do Marcolino
Arsène Do Marcolino est un footballeur gabonais né le 26 novembre 1986 à Libreville au Gabon. Il est le frère de Fabrice Do Marcolino. Il évolue au poste de défenseur (central ou latéral) à droite. Il est international gabonais.

## Biographie
Il arrive en France en janvier 2000 pour effectuer un essai au Stade rennais. Mais la période des transferts s'étant arrêtée le 31 décembre 1999, il ne peut jouer avec le Stade rennais. Il retourne au pays avant de revenir en France en 2002. Il joue alors avec les 18 ans d'Angoulême. Il joue ensuite avec les réserves de Lens et Angers. 
En octobre 2005 il participe à un stage avec l'équipe de France des moins de 20 ans en vue des Jeux de la Francophonie. 
Il rejoint en janvier 2009 Les Herbiers.
Depuis 2020 il est reconverti comme entraîneur et préparateur physique.
Son fils Jonathan Do Marcolino, né en 2006, et footballeur au centre de formation du Stade rennais, et international français U16.